# Budi Asih
Budi Asih is een bestuurslaag in het regentschap Banyuasin van de provincie Zuid-Sumatra, Indonesië. Budi Asih telt 1319 inwoners (volkstelling 2010).